# Cerithium ophioderma
Cerithium ophioderma is een slakkensoort uit de familie van de Cerithiidae. De wetenschappelijke naam van de soort is voor het eerst geldig gepubliceerd in 1968 door Habe.